# エゴマ
エゴマ（荏胡麻、学名: Perilla frutescens）はシソ科の一年草。シソ（青紫蘇）とは同種の変種。東南アジア原産とされる。日本では本州から九州にかけて自然分布し、荒れ地、河原などに生えるが、葉と種実を食用、または実からエゴマ油を採るために栽培される。シソ（青紫蘇）とよく似ており、アジア全域ではシソ系統の品種が好まれる地域、エゴマ系統の品種が好まれる地域、両方が栽培される地域などが見られるが、原産地の東南アジアではシソともエゴマともつかない未分化の品種群が多く見られる。

## 名称
古名、漢名は、荏（え）。名称に「ゴマ」とつくが、ゴマ（ゴマ科ゴマ属）とは別の種の植物である。和名の由来は、小粒のゴマのような種子を食用にするところから「エゴマ」とよばれるようになったものである。荏原、荏田などの地名は、かつて群生地の名残である。
地方名にジュウネンがあり、食べると十年長生きできるという謂れから。地方によっては香りの違う群もあり、レモン臭のあるものは「レモンエゴマ」と称する。

## 形態
高さは60 - 100センチメートル (cm) 程度。茎は四角く、直立し、長い毛が生える。葉は対生につき、長さ7 - 12 cmの広卵形で先がとがる。縁は鋸状にぎざぎざしており、付け根に近い部分は丸い。葉は表面は緑色で、裏面には赤紫色が交る。葉は青ジソにも似ているが、厚くハリがあり、独特の香りがある。花序は総状花序で、白色の花を多数つける。花冠は長さ4 - 5ミリメートル (mm) 。花弁は4枚で下側の2枚が若干長い。

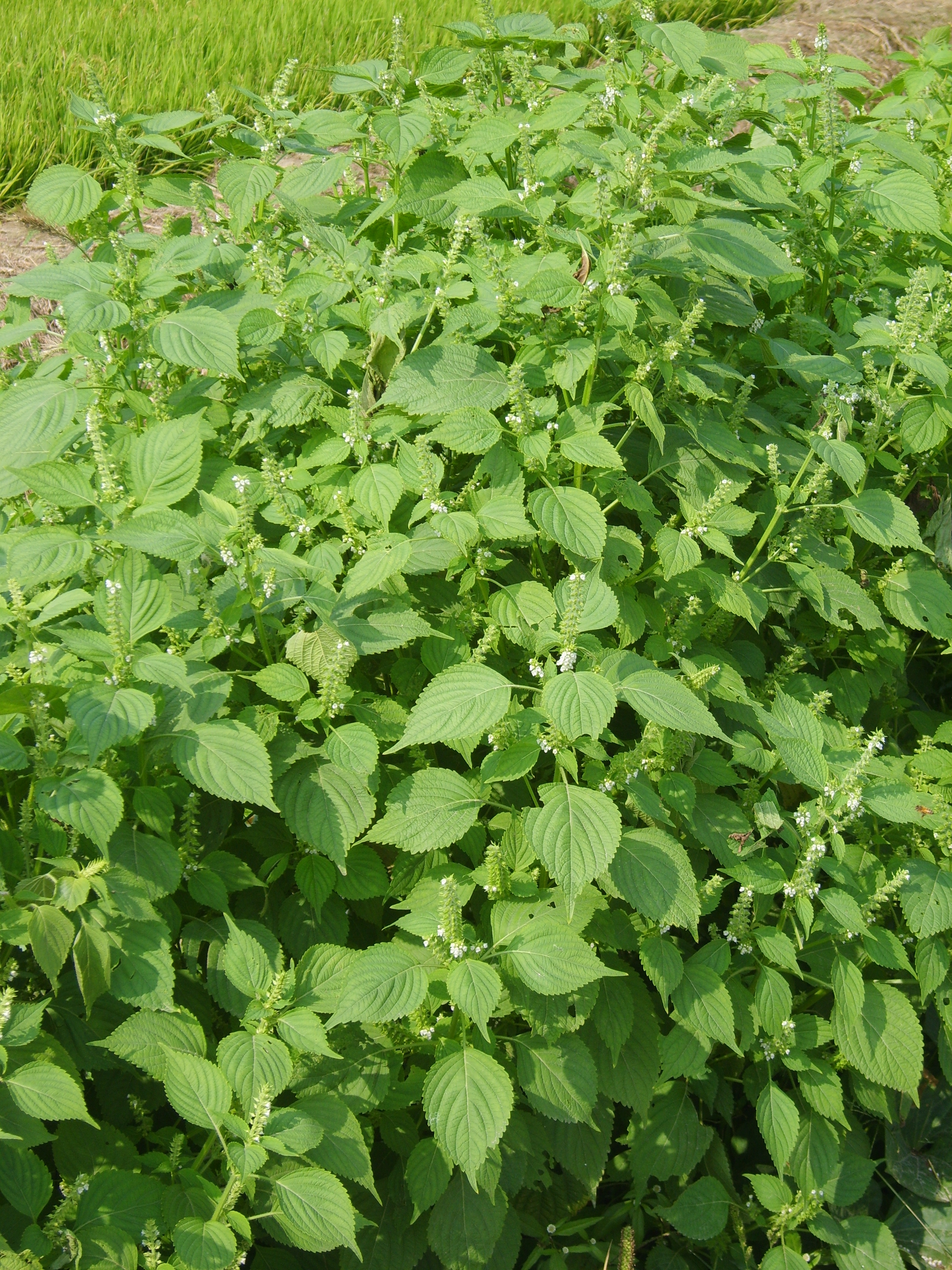
地上部
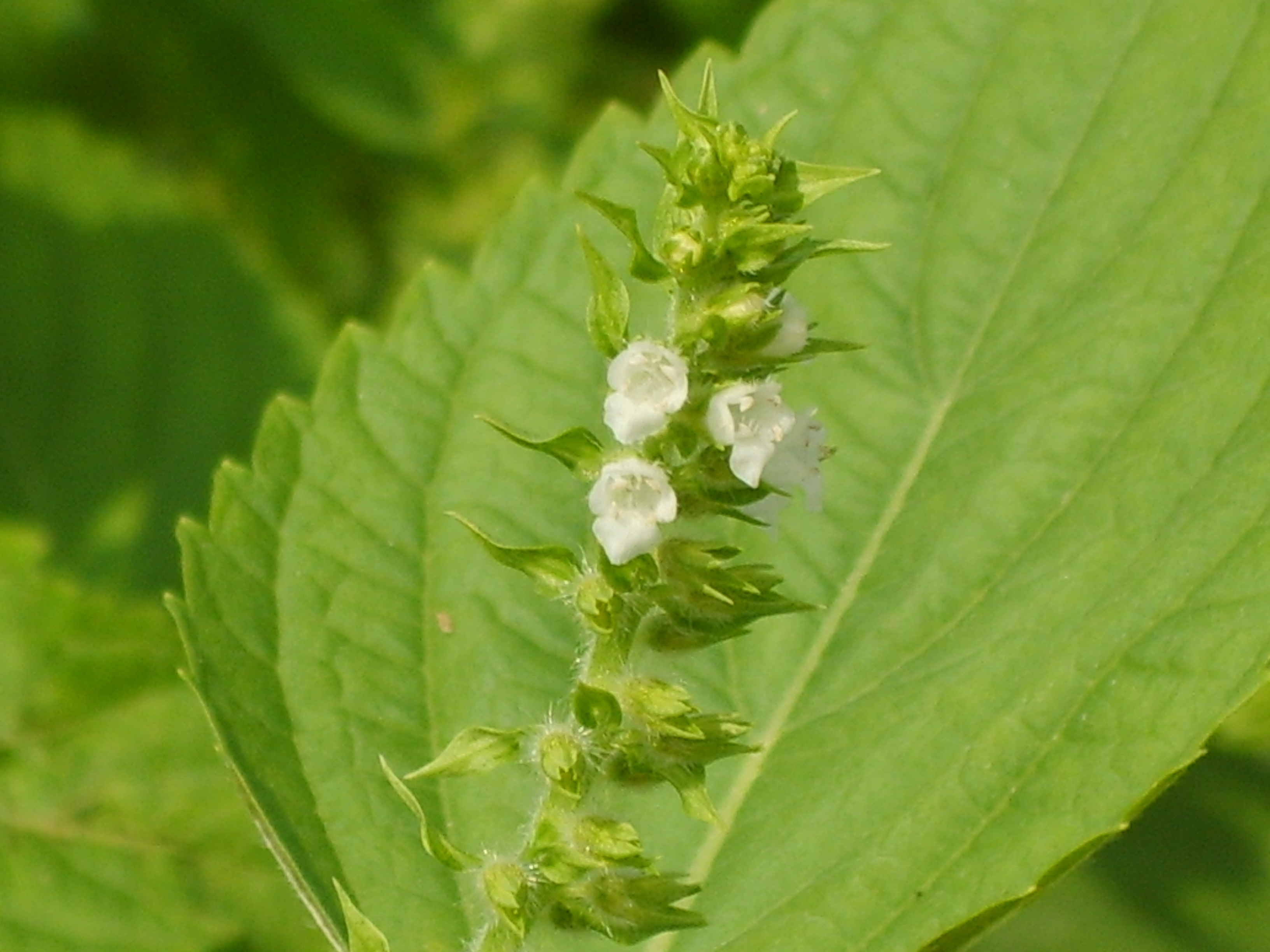
花
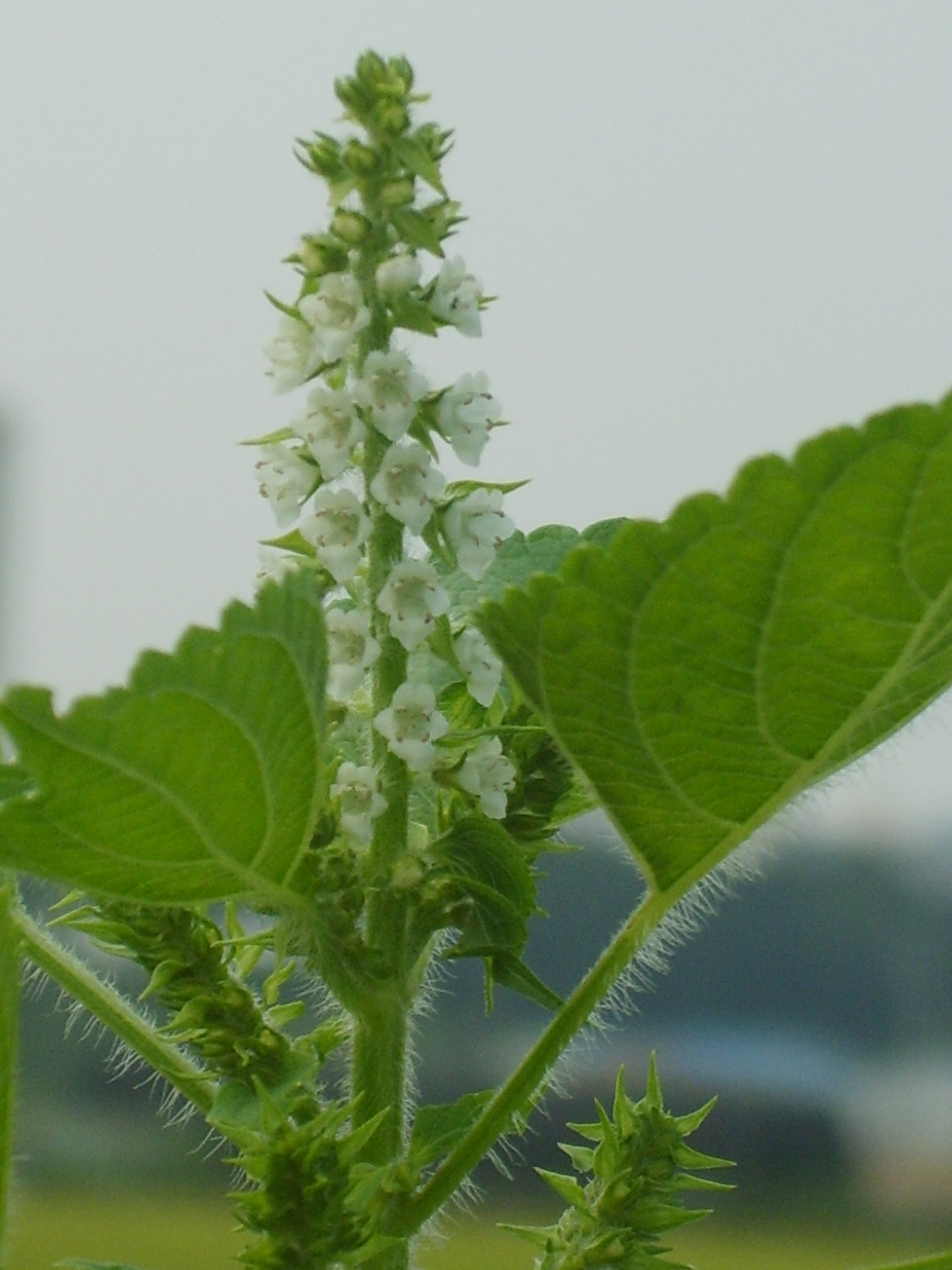
総状花序
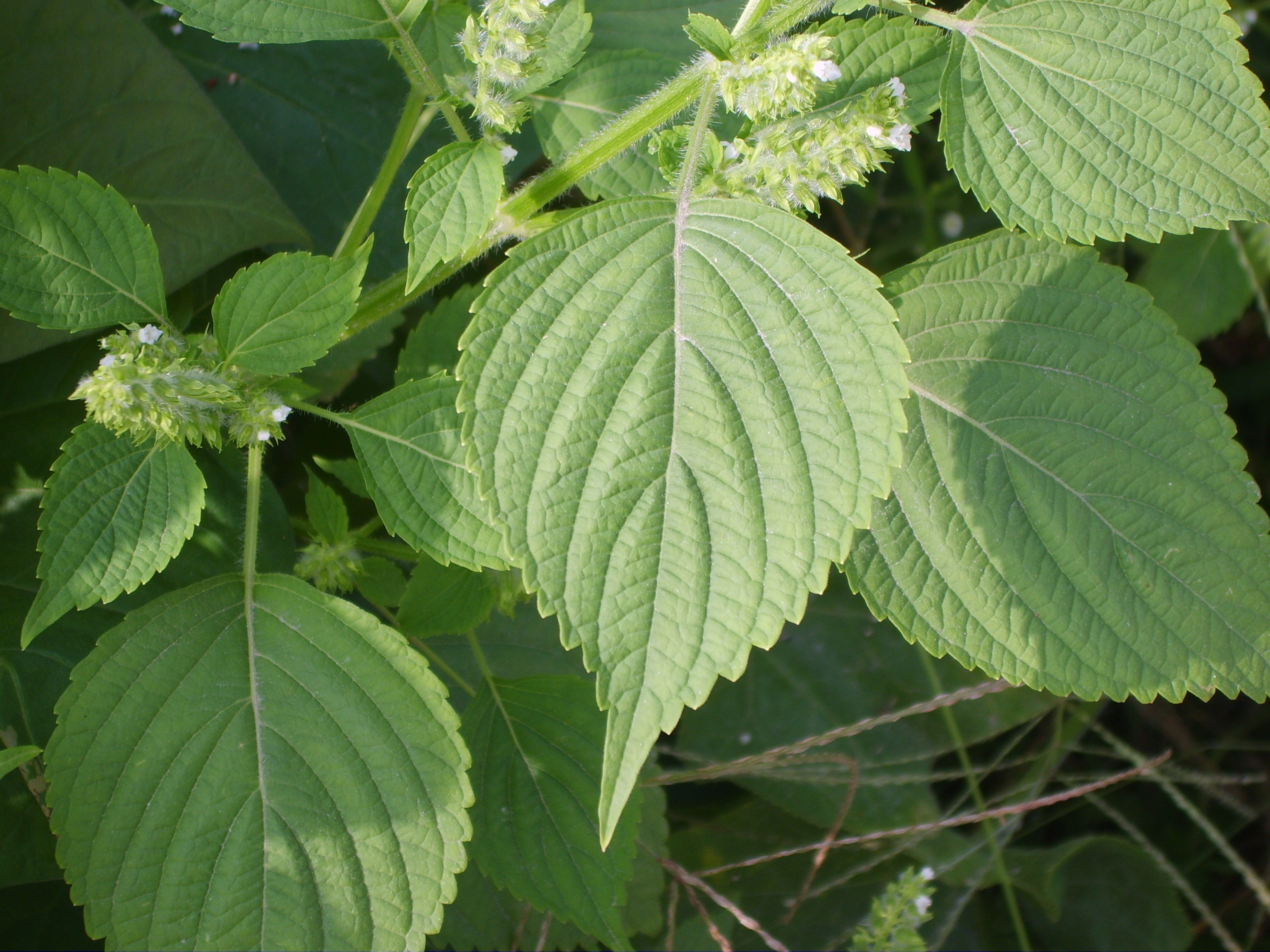
葉

## 栽培
栽培期は4月下旬から8月上旬までの期間で、湿気を好む性質のため乾燥させないように育てる。発芽適温は23 - 25度とされる。シソとは交雑し易く近くにシソを植えないようにする。
畑は定植する2 - 3週間ほど前に元肥として堆肥をすき込んでよく耕し、高さ10 cmほどの畝をつくる。苗づくりのため、育苗箱などに種を筋まきし、双葉が重ならないように間引きながら育て、本葉が出たら良い苗だけを選んで育苗ポットに植え替える。本葉が4、5枚ごろになったら畑への植え替え時で、株間を50 cm空けて定植する。草丈が15 - 20 cmごろに成長したら、畝間を耕して根に空気を与えて土寄せを行う。成育期間中の追肥は不要で、追肥は必要ない。乾燥防止のため、株元に刈草などでマルチングをすると良い。葉が10 cmぐらいの大きさに成長すると収穫適期で、下の葉から1枚ずつ切り取って収穫する。
害虫にベニフキノメイガの幼虫がおり、食害を受けることがある。

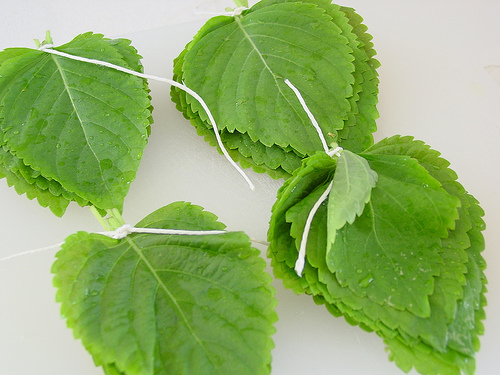
食用の葉

## 利用

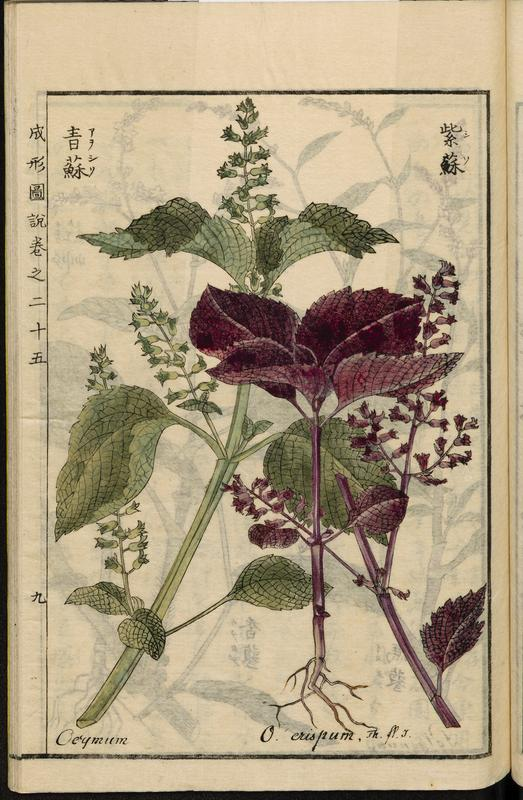
『成形図説』より

若葉や種子を食用にする。食材としての主な旬は、夏期の7 - 8月で、葉は鮮やかな濃緑色で張りのあるものが市場価値の高い良品とされる。種子の採取時期は秋期の9 - 10月ごろで、長野県・群馬県・福島県などの各地でよく食用にされ、栽培も行われている。夏の終わりごろに店頭にも出回るが、全く食べない地域に産するエゴマの種子は香りが悪く、油臭が強いことが多い。
日本ではインド原産のゴマよりも古くから利用されている。エゴマをはじめとするシソ属種実の検出が縄文時代早期から確認されており、1974年に長野県諏訪市の荒神山遺跡から「エゴマ種実」が検出されている。長野県では大石遺跡からもエゴマ種実が出土しており、当初は「アワ類似炭化物」とされていたが、1981年にシソ科のエゴマであると鑑定された。
縄文時代にはクッキー状炭化物からも検出されていることから食用加工されていたと考えられ、栽培植物の観点から縄文農耕論でも注目されている。採油のための栽培が奈良時代から始まり、平安時代はエゴマ油が食用や燃料に使われた。中世から鎌倉時代ごろまで搾油用に広く栽培され、荏原など地名に「荏」が付く場所の多くは栽培地であったことに由来する。韓国ではポピュラーな野菜であったが、独特な香りになじめず日本ではあまり一般的ではなかった。日本国内でも韓国料理の人気が高まるとともに、α-リノレン酸を含むエゴマが持つ栄養価が知られるようになると、日本市場にも出回るようになった。

### 種子
種子（正確には小型の果実）はゴマに似た風味を持ちおもに精油用途だが、ゴマの代用にも使える。日本では、ゴマ同様に炒ってからすり鉢で軽くすりつぶし、砂糖や醤油と合わせて和え物のあえ衣に使われる。ゴマとは全く異なった風味で、フキやウドなどのエゴマ和えは独特の味わいがある。小鳥の餌や郷土料理の健康食として見直されている。
岐阜県の飛騨地方では、エゴマのことを「あぶらえ」と呼び、味噌に混ぜて五平餅や焼いた餅に付けたり、茹でた青菜や煮たジャガイモにあえて食べるなど、生活に密着して食用されている。
エゴマが比較的多く栽培されている福島県には、じゅうねん味噌やしんごろうやかりんとう饅頭など種子を用いた料理・菓子が多く存在するほか、エゴマを餌に混ぜて育てたエゴマ豚の飼育も行われている。
ほかに十味唐辛子の成分として加えられる例もある。
| 項目                            | 分量（g） |
| ------------------------------- | --------- |
| 脂肪                            | 38.79     |
| 飽和脂肪酸                      | 3.34      |
| 16:0（パルミチン酸）            | 2.3       |
| 18:0（ステアリン酸）            | 0.94      |
| 一価不飽和脂肪酸                | 6.61      |
| 18:1（オレイン酸）(ω-9脂肪酸)   | 6.5       |
| 多価不飽和脂肪酸                | 28.83     |
| 18:2（リノール酸）(ω-6脂肪酸)   | 5.1       |
| 18:3（α-リノレン酸）(ω-3脂肪酸) | 24        |

### 油脂
エゴマ油（荏胡麻油、Perilla oil ペリラオイル）は種子から絞った油で荏の油（えのあぶら、えのゆ、荏油〈じんゆ〉）ともいわれ、食用に、また乾性油なので防水性を持たせる塗料として油紙、番傘、油団などに用いられてきた。
中世末期に不乾性油の菜種油が普及するまで日本の植物油はエゴマ油で、灯火にもおもに用いられ、安定して確保供給するために油座という組織が作られた。菜種油の普及とともにエゴマ油の利用は衰退し、乾性油としての特質が不可欠な用途に限定され、知名度は低下した。朝鮮などは（トゥルギルム）と称して日本よりも一般的に使用されつづけている。
1990年代後半以降、エゴマ油が人体に不可欠な必須脂肪酸であるα-リノレン酸を、他の食用油に比べ類を見ないほど豊富に含んでいることから、健康によい成分を持つことが注目され、再び日本の食品市場に現れるようになった。しかし、エゴマ油の知名度が低かった日本では商品展開上不利と見たのか、「シソ油」の商品名で市販されていることが多かった。このため朝鮮のエゴマ油と日本のシソ油を別の物とする誤解も生まれている。これは朝鮮においても同様で、日本のシソ油をチャソオイル（자소 오일）などと称して別の物のように扱う例がある。
食用のエゴマ油は、揚げ物や炒め物などの加熱調理では容易に酸化するため適していないが、癖が少ない風味であり、そのまま飲むか、できあがったさまざまな料理に適量をかけて摂取するのが一般的。
工業用では塗料樹脂の原料、リノリウム、印刷インキ、ポマード、石鹸などの原料として利用される。
2004年に国民生活センターが、2008年に日本即席食品工業協会が、それぞれスチロール製容器を使用するカップ麺に入れた場合、容器が溶けることがあると注意している。

### 葉

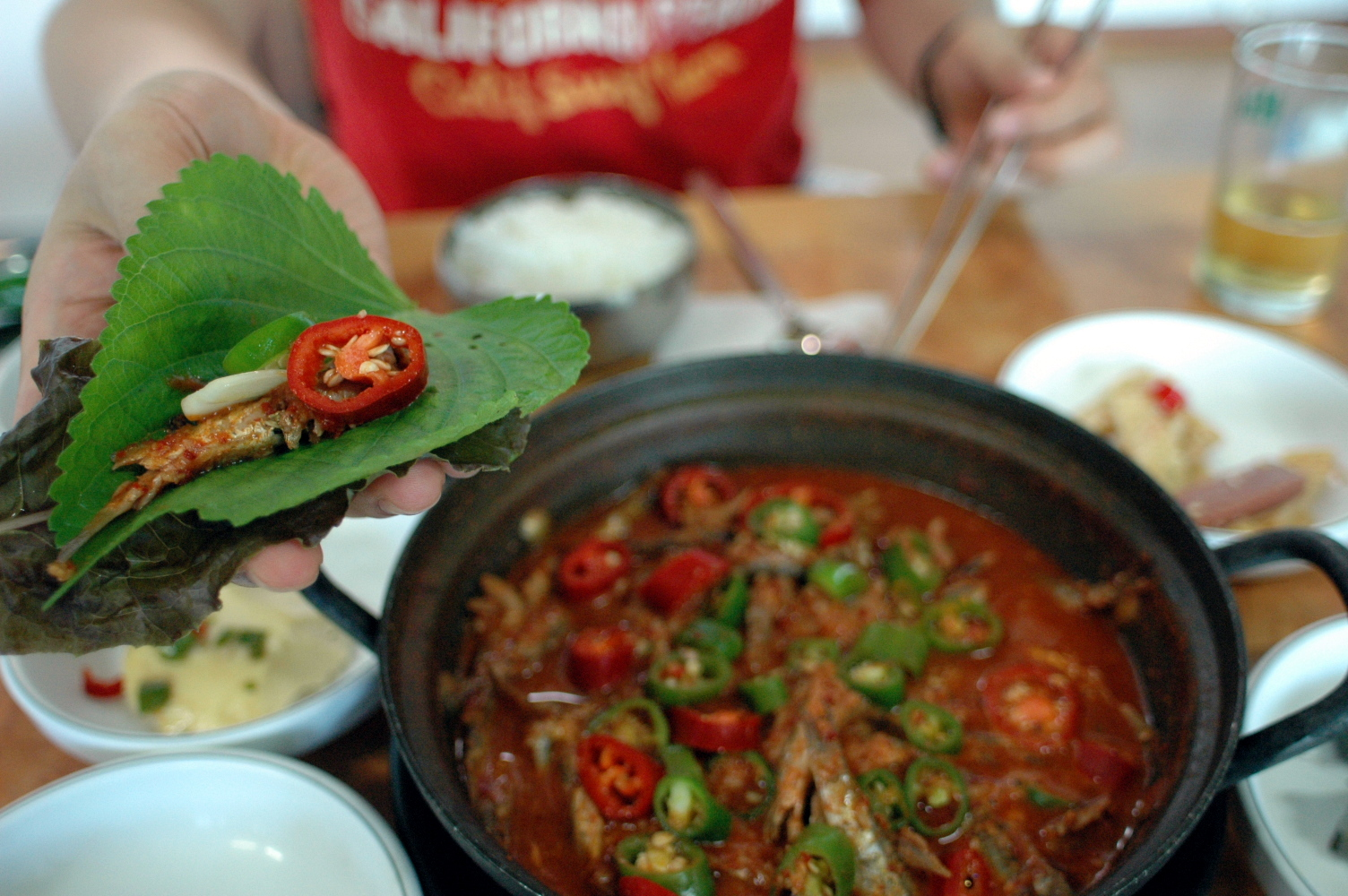
韓国のミョルチボッサム（カタクチイワシ包み）に使った例

春に摘んだ若い葉は、炒め物、焼き肉に使うほか、醤油漬けや天ぷらにしたり、茹でておひたしに、香りのよいものはサラダに入れたり、刻んで薬味やドレッシングに入れたりと青ジソのような使い方ができる。シソ系統の品種群の香りが好まれてきた日本においては、エゴマ特有のペリラケトンの臭いを不快と感じる人が多く、一部の漬物用を除いて、葉を野菜として利用することはほとんどなかった。
朝鮮料理ではむしろ好まれ、エゴマを「野のゴマ」を意味する「トゥルケ（들깨）」と称し、特に香りのよい種類は「ケンニプ（깻잎。ゴマの葉の意）」と称し、サンチュなどと同様にサムギョプサルなどの肉料理と一緒に食べることが多い。肉や漬けた食品を葉で包むこうした食べ方は、サム（쌈）と呼ばれる。エゴマのサムは、特に咸鏡北道、咸鏡南道、済州道で盛んである。
ほかにチャンアチ（장아찌）と称して、葉を酸っぱい醤油漬けにして食すこともあり、済州道などではこれもサムの食材とする。
近年、福島県などで、若葉を乾燥させ、他の薬草などと茶外茶として利用する例もみられる。

### 花穂
8月下旬 - 9月上旬ごろに花穂が出て開花する。開花前の花穂は穂ジソと同様に使える。

### 機能成分
ビタミンB群、ミネラルが豊富で、身体の各組織の働きを正常化にするα-リノレン酸が含まれている。その多くは種子に含まれているが、葉にも生活習慣病の改善効果があるといわれている。エゴマ油には脂肪酸のα-リノレン酸を約60%含んでいて、コレステロール値を下げて、動脈硬化を予防する効果も認められている。葉などには香り成分としてペリラケトン（Perilla ketone）やエゴマケトン（Egoma ketone、3-(4-Methyl-1-oxa-3-pentenyl)furan）などの3位置換フラン化合物が含まれ、大量に摂取した反芻動物に対して毒性を示す。香り成分のロスマリン酸は、抗アレルギー作用があるポリフェノールの一種で、花粉症に有効といわれている。

## 変種
野生の変種にはレモンのような香りのあるレモンエゴマ（P. frutescens var. citriodora、日本では本州宮城県以南の太平洋側、四国、九州に分布）があるが人間による利用はされていない。ニホンザルはこの種子をよく食べていることが知られている。なお、シソ属の独立種（P. citriodora）として扱われることもある。
広島県の宮島に分布するレモンエゴマは、ここの系統にのみ含まれるエゴマケトンの強い臭気により、ニホンジカの食害を免れている。近縁種のトラノオジソ（P. hirtella、画像はを参照）も同様の臭気を持つ。